# Jámbor József (színművész)
Jámbor József (Karcag, 1963. október 26. –) magyar színész, rendező, műfordító.

## Életpályája
1989-ben szerzett a debreceni Kossuth Lajos Tudományegyetemen magyar-népművelés szakos bölcsészdiplomát. 1986-tól a debreceni Csokonai Színház tagja volt 2020-ig. 1997-ben fejezte be tanulmányait a Színház- és Filmművészeti Főiskolán. Doktori disszertációját 2012-ben Misima Jukio színháza elméletben és gyakorlatban címmel védte meg a Színház- és Filmművészeti Egyetemen.
Fontosabb rendezései: Csodálatos vadállatok (Zsámbék), Tanítványok (Debrecen) és a Gyaloggalopp.

## Filmjei
- A rózsa vére (1998)
- Sorstalanság (2005)
- Liberté '56 (2007)
- Méhek tánca (2007)
- Mázli (2008)
- 8 nő (2013; rendező)
- Magyarország, szeretlek! (2017-2018; szereplő)
- Blokád (2022)
- A Király (2022; színész)
- Nyugati nyaralás (2022)
- Gólkirályság (2023)
- Apatigris (2023)
- Semmelweis (2023)
- …a szomszéd tehene (2024)

## Díjai
- Kortárs Galéria díja (1994)
- Kardoss Géza Alapítvány díja (1998)
- Az évad gag-tettje díj (2001)
- Horváth Árpád-díj (2003)
- Thália-nyakkendő (2006)
- Schwajda György drámapályázat megosztott I. díj (2012)
- Distinguished Service Commendation, Toyama, Japán (2013)